# Queijo de Castelo Branco
 (décembre 2023).
Si vous disposez d'ouvrages ou d'articles de référence ou si vous connaissez des sites web de qualité traitant du thème abordé ici, merci de compléter l'article en donnant les références utiles à sa vérifiabilité et en les liant à la section « Notes et références ».
Pour les articles homonymes, voir Castelo Branco (homonymie).
Le Queijo de Castelo Branco est un fromage portugais fabriqué dans la région de la ville de Castelo Branco, située environ à 270 km au nord-est de Lisbonne.
C'est un fromage au  lait de brebis  à pâte molle à croûte lavée dit « à ovelheira », du type du Serra, mais qui possède des caractéristiques propres: salé, acidulé et suave de goût. Son poids moyen est de 1 kg.